# Музей сучасної історії (Париж)
Музей сучасної історії (фр. Le Musée d'histoire contemporaine) — єдиний французький музей, що охоплює всю історію XX століття. Розташований у Парижі в VII адміністративному окрузі.

## Історія
Історія музею починається 1914 року, коли промисловці Леблан відкривають «Військову бібліотеку-музей» (фр. La Bibliothèque-Musée de la Guerre). 1917 року вони передають бібліотеку міністерству освіти Франції. 
1925 року Президент Французької республіки урочисто відкрив новий «Військовий музей» (фр. Musée de la Guerre) в Венсенському замку. 
Після Другої світової війни музей неофіційно називають " Музеєм сучасної історії" (фр. Musée d'histoire contemporaine — Bibliothèque de Documentation Internationale Contemporaine). 1973 року музей переїжджає в Дім Інвалідів, і з 1987 має офіційну назву — "Музей сучасної історії ". 

## Колекція
колекція музею охоплює період від 1870 року до наших днів. Півтора мільйони об'єктів каталога музею щороку поповнюються за рахунок нових придбань музею, дарів та пожертвувань. 
Колекція музею поділяється на три частини: 
- Історичні афіші
- Естампи та картини
- Історичні фотографії та поштові листівки

## Практична інформація
Вхід до музею знаходиться в приміщенні Дому інвалідів в VII-м окрузі Парижа. 
Знайомство з колекцією музею тільки за попередньої резервації. 